# Número cardinal
El cardinal indica el número o cantidad de elementos de un conjunto, sea esta cantidad finita o infinita. Los números cardinales constituyen una generalización interesante del concepto de número natural, permitiendo comparar la cantidad de elementos de conjuntos infinitos. Dado un conjunto {\displaystyle A\,}, el cardinal de este conjunto se simboliza mediante {\displaystyle |A|\,}, {\displaystyle {\mbox{n}}(A)\,}, {\displaystyle {\mbox{card}}(A)\,}o {\displaystyle \#A}. Por ejemplo, si {\displaystyle A} tiene tres elementos, el cardinal se indica así: {\displaystyle |A|=3}.

## Historia
El concepto de número cardinal fue desarrollado y propuesto por Georg Cantor, en 1874, quien lo amplió a conjuntos infinitos, ya que para conjuntos finitos el concepto de cardinal es trivial.
Primero estableció el concepto de cardinalidad como una herramienta para comparar conjuntos finitos. Por ejemplo, los conjuntos {1,2,3} y {2,3,4} son distintos, pero ambos tienen cardinalidad 3.
Cantor definió el conteo usando la correspondencia biunívoca, la cual mostraba fácilmente que dos conjuntos finitos tenían la misma cardinalidad si había una relación biyectiva entre sus elementos. Esta correspondencia uno a uno le sirvió para crear un concepto de conjunto infinito.  Mientras que algunos conjuntos infinitos están en biyección con el conjunto de números naturales ({\displaystyle \mathbb {N} } = {1, 2, 3, ...}), Cantor publicó en 1891 una demostración de que hay conjuntos infinitos más grandes que el de naturales (su famoso argumento diagonal).
Nombró el cardinal de {\displaystyle \mathbb {N} }: {\displaystyle \aleph _{0}}. Incluso probó que varios conjuntos infinitos formados por naturales (como los pares) tienen cardinalidad {\displaystyle \aleph _{0}}, debido a que era posible establecer la relación biunívoca con {\displaystyle \mathbb {N} }.

## Propiedades del cardinal de un conjunto
Los conjuntos pueden ser divididos en clases de equivalencia definidas en función de la relación de equivalencia que incluye a un par de conjuntos si y solo si entre estos existe una biyección.Cardinalidad de un conjunto sería la clase de equivalencia a la cual este pertenece.Tener dos conjuntos {\displaystyle A}, {\displaystyle B} con la misma cardinalidad (o sea, que pertenezcan al mismo cardinal) se denota:
{\displaystyle \left|A\right|=\left|B\right|}
o bien
{\displaystyle \#A=\#B}
La existencia de una función inyectiva entre dos conjuntos también define una relación de orden entre sus cardinales; es decir:
{\displaystyle \left|A\right|\leq _{\#}\left|B\right|\quad \Leftrightarrow \quad \exists f:A\rightarrow B\;,\quad {\text{inyectiva}}}
La relación {\displaystyle <_{\#}} excluye la posibilidad que los cardinales sean iguales.

Es posible demostrar que si
{\displaystyle \left|A\right|\leq _{\#}\left|B\right|}
y
{\displaystyle \left|B\right|\leq _{\#}\left|A\right|}
esto implica que:
{\displaystyle \left|A\right|=\left|B\right|}
El cardinal del conjunto vacío se denota convencionalmente como 0 (cero):
{\displaystyle {\text{card}}(\varnothing )=0}
El primer cardinal infinito (en el sentido de que sus representantes son conjuntos infinitos) es el cardinal de los naturales, y se denota usualmente por {\displaystyle \omega }. Se puede también demostrar que existe una función biyectiva entre los ordinales y los cardinales de conjuntos infinitos, tal que preserva el orden en ambos conjuntos (el orden de los ordinales y el {\displaystyle \leq _{\#}}-orden en los cardinales). Esta función, llamada {\displaystyle \aleph } (Álef), induce un buen orden en los cardinales, y de aquí proviene la notación {\displaystyle \aleph _{0}=\omega } para el primer cardinal infinito, {\displaystyle \aleph _{1}} para el siguiente, etc.

### Cardinal del conjunto potencia
Existe una relación entre el cardinal de un conjunto y el conjunto de partes o conjunto potencia:
{\displaystyle |A|=n\Rightarrow |P(A)|=2^{n}}
Donde {\displaystyle |P(A)|} es el cardinal del conjunto de partes de {\displaystyle A}.

### Cardinales transfinitos
Los números cardinales de algunos conjuntos se representan con símbolos especiales:
- El cardinal de los números reales: {\displaystyle {\mbox{card}}(\mathbb {R} )=c}.
- El cardinal de los números naturales: {\displaystyle {\mbox{card}}(\mathbb {N} )=\aleph _{0}} (Alef-0).
- El cardinal inmediatamente superior a {\displaystyle \aleph _{0}}: {\displaystyle \aleph _{1}}

Puede comprobarse que los tres cardinales anteriores cumplen {\displaystyle \aleph _{0}<\aleph _{1}\leq c}. La hipótesis del continuo afirma que de hecho {\displaystyle c=\aleph _{1}}. Gödel probó en 1938 que esta hipótesis es consistente con los axiomas ZF, y por tanto puede ser tomado como un axioma nuevo para la teoría de conjuntos. Sin embargo, en 1963 Paul Cohen probó que la negación de la hipótesis del continuo también es consistente con los axiomas ZF, lo cual prueba que dicha hipótesis es totalmente independiente de los axiomas ZF. Es decir, pueden construirse tanto "teorías de conjuntos cantorianas" en las que la hipótesis del continuo es una afirmación cierta, como "teorías de conjuntos no cantorianas" en las que la hipótesis del continuo sea falsa. Esta situación es similar a la de las geometrías no euclídeas.

### Definición formal de cardinal
En teoría de conjuntos se emplean definiciones un poco más abstractas de cardinal, que requieren de la definición de los ordinales. En ese contexto se define la cardinalidad de un ordinal como:

{\displaystyle |\alpha |=\min\{\beta \in \mathrm {Ord} |\ \exists f:(f:\alpha \to \beta )\land (f\ \mathrm {biyectiva} )\}}

Como cualquier conjunto de ordinales es siempre un conjunto bien ordenado, siempre existirá un mínimo con esa definición. Un cardinal es un ordinal que cumple que:

{\displaystyle |\alpha |=\alpha }

Todos los cardinales forman una clase dentro de los ordinales. De hecho, en cierta manera la clase de todos los cardinales es una clase de "ordinales iniciales" en el sentido de que un cardinal es un ordinal tal que no existe ningún otro ordinal del mismo tamaño. En particular, todos los ordinales regulares son cardinales. También es cierto que todos los cardinales son ordinales límites, aunque sólo los ordinales límite regulares son cardinales (existen más ordinales límite que cardinales).

## Ejemplos de cálculo del cardinal de un conjunto

### Conjuntos finitos
El cardinal conjunto finito A = {2,4,5} es 3. Resulta trivial demostrar que esta función es inyectiva: f: {2,4,5} → {1,2,3}:
{\displaystyle f(x)={\begin{cases}1,&{\text{si}}&x=2\\2,&{\text{si}}&x=4\\3,&{\text{si}}&x=5\end{cases}}}

### Conjuntos infinitos

#### Números naturales
El cardinal del conjunto infinito P = {x ∈ {\displaystyle \mathbb {N} } | x es par } formado por los números pares es {\displaystyle \aleph _{0}}. Para demostrarlo basta con definir las funciones:
{\displaystyle {\begin{array}{rccl}f:&P&\longrightarrow &\mathbb {N} \\&x&\mapsto &y=f(x)={\frac {x}{2}}\end{array}}\qquad {\begin{array}{rccl}g:&\mathbb {N} &\longrightarrow &P\\&x&\mapsto &y=g(x)=2x\end{array}}}
Demostrando la inyectividad de ambas, concluimos que f es biyectiva. La cardinalidad del conjunto es {\displaystyle \aleph _{0}}. Esto concluye la demostración. Aunque este resultado puede parecer contrario a la intuición, ya que se puede pensar que hay más naturales que pares (porque, por ejemplo, el 1 es natural y no está incluido en los pares), demostramos que estos conjuntos son equipotentes.
El conjunto de pares ordenados (o, más generalmente, de n-tuplas) de números naturales tiene un cardinal {\displaystyle \aleph _{0}}. Esto se puede probar numerando los pares de números naturales anti-diagonalmente. Otro modo de demostrar es que {\displaystyle \mathbb {N} \times \mathbb {N} } tiene el mismo cardinal que un subconjunto infinito de los naturales:
{\displaystyle {\begin{array}{rccl}g:&\mathbb {N} \times \mathbb {N} &\longrightarrow &\mathbb {N} \\&x,y&\mapsto &z=g(x,y)=3^{x}\cdot 2^{y}\end{array}}}
Al ser 3 y 2 números primos, para cada par x, y obtendremos un número distinto. Entonces g es inyectiva y {\displaystyle \operatorname {card} (\mathbb {N} \times \mathbb {N} )\leq \operatorname {card} (\mathbb {N} )}

#### Números racionales
El conjunto de los Números racionales {\displaystyle \mathbb {Q} } tiene un cardinal igual a {\displaystyle \aleph _{0}}. Este resultado desafía un poco la intuición porque de un lado el conjunto de los racionales es "denso" en {\displaystyle \mathbb {R} }, que tiene cardinal {\displaystyle 2^{\aleph _{0}}}. De hecho, estudiando un poco la topología de los números reales, tenemos que entre dos números reales existe siempre un número racional, y entre dos racionales siempre hay un real irracional. Eso podría hacer pensar que {\displaystyle \mathbb {Q} } y {\displaystyle \mathbb {R} } son comparables según el número de elementos, pero resulta que {\displaystyle \mathbb {Q} } solo tiene tantos elementos como {\displaystyle \mathbb {N} }, siendo el número de elementos de {\displaystyle \mathbb {R} } un infinito muy superior al número de elementos de {\displaystyle \mathbb {Q} }.
Para comprobar que en efecto el conjunto {\displaystyle \mathbb {Q} } es numerable y por lo tanto tiene el mismo cardinal que los naturales, podemos ver que existe una función inyectiva {\displaystyle i_{\mathbb {Q} }}. Si un número racional q es igual a r/s, siendo estos dos números primos relativos entre sí, entonces definimos:
{\displaystyle {\begin{array}{rccl}i_{\mathbb {Q} }:&\mathbb {Q} &\longrightarrow &\mathbb {N} \times \mathbb {N} \\&q&\mapsto &i_{\mathbb {Q} }(q)=(r,s)\quad [\operatorname {mcd} (r,s)=1]\end{array}}}
Esto demuestra que {\displaystyle {\mbox{card}}(\mathbb {Q} )\leq {\mbox{card}}(\mathbb {N} \times \mathbb {N} )}, y como {\displaystyle {\mbox{card}}(\mathbb {N} \times \mathbb {N} )={\mbox{card}}(\mathbb {N} )} y los naturales son asimilables a un conjunto de los racionales, tenemos la cadena de desigualdades:
{\displaystyle {\mbox{card}}(\mathbb {N} )\leq {\mbox{card}}(\mathbb {Q} )\leq {\mbox{card}}(\mathbb {N} \times \mathbb {N} )\leq {\mbox{card}}(\mathbb {N} )}
Por lo tanto:
{\displaystyle \operatorname {card} (\mathbb {Q} )=\operatorname {card} (\mathbb {N} )}

## Aritmética de cardinales
Dados dos conjuntos disjuntos {\displaystyle \scriptstyle {\mathcal {A}}} y {\displaystyle \scriptstyle {\mathcal {B}}} con cardinales respectivos {\displaystyle \scriptstyle A} y {\displaystyle \scriptstyle B}, se define el principio de la suma y el principio del producto para la suma y  multiplicación de cardinales como:
{\displaystyle A+B=|{\mathcal {A}}\cup {\mathcal {B}}|\;,\quad A\cdot B=|{\mathcal {A}}\times {\mathcal {B}}|}
Cuando los dos conjuntos son finitos, la aritmética de cardinales se reduce a la aritmética de números naturales. Sin embargo, cuando alguno de los dos conjuntos es infinito se tiene una extensión consistente de la aritmética de números naturales. Existen algunas relaciones aritméticas interesantes entre cardinales transfinitos:
- El cardinal de la unión de dos conjuntos coincide con el de mayor cardinal: {\displaystyle A+B=\max(A,B)}
- El cardinal del producto cartesiano de dos conjuntos coincide con el de mayor cardinal: {\displaystyle A\cdot B=\max(A,B)}

La exponenciación de cardinales se define a partir del conjunto de funciones de entre los dos conjuntos {\displaystyle \scriptstyle {\mathcal {A}}} y {\displaystyle \scriptstyle {\mathcal {B}}}:
{\displaystyle A^{B}=|\{f:{\mathcal {B}}\to {\mathcal {A}}\}|=|{\mathcal {A}}^{\mathcal {B}}|}
Con las definiciones anteriores es inmediato comprobar que:
{\displaystyle \overbrace {A+\dots +A} ^{n}=n\cdot A\;,\quad \overbrace {A\cdot \dots \cdot A} ^{n}=A^{n}}